# 火的考验
《火的考验：美国南北战争及重建南部》（英語：Ordeal by Fire: The Civil War and Reconstruction，直译为《火的考验：内战和重建》）是詹姆斯·M·麦克弗森的美国内战著作，第一版1982年出版，第二版1992年出版，第三版2001年出版，第四版2010年出版。中译本于1993年4月出版上册，陈文娟等译，白自然校，1994月7月出版下册，刘世龙等译，白自然校。

## 评论
- 汉斯·提夫斯：“自从1961年J·G·兰德尔著名著作的戴维·唐纳德修订版以来，以来，《火的考验》是内战和重建的最重要的综合说明。该书井井有条，文字清晰明了，旨在涵盖1840年代至1890年代的美国历史。”[1]